# Шатило, Лев Владимирович
Лев Владимирович Шатило (род. 21 октября 1962) — советский и российский легкоатлет, специалист по метанию копья. Выступал за сборные СССР и России по лёгкой атлетике в конце 1980-х — начале 1990-х годов, победитель и призёр первенств национального значения, финалист чемпионата мира в Риме. Представлял Московскую область.

## Биография
Лев Шатило родился 21 октября 1962 года. Занимался лёгкой атлетикой в Московской области.
Впервые заявил о себе на взрослом всесоюзном уровне в сезоне 1987 года, когда на зимнем чемпионате СССР в Адлере превзошёл всех соперников в метании копья и завоевал золотую медаль. Позже на соревнованиях в Москве установил свой личный рекорд — 84,30 метра, тем самым показал пятый результат мирового сезона. Попав в основной состав советской национальной сборной, удостоился права защищать честь страны на чемпионате мира в Риме — метнул здесь копьё на 81,02 метра, расположившись в итоговом протоколе соревнований на пятой позиции.
В 1992 году стал бронзовым призёром на открытом зимнем чемпионате СНГ по метаниям в Адлере, уступив только представителям Украины Андрею Новикову и Сергею Гаврасю, одержал победу на чемпионате России в Москве.